# جيف وارد (سائق سيارة سباق)
جيف وارد (بالإنجليزية: Jeff Ward)‏ هو متسابق دراجات نارية أمريكي، ولد في 22 يونيو 1961 في غلاسكو في المملكة المتحدة.

## وصلات خارجية
- جيف وارد على موقع Racing-Reference.info (الإنجليزية)